# 広瀬ダム

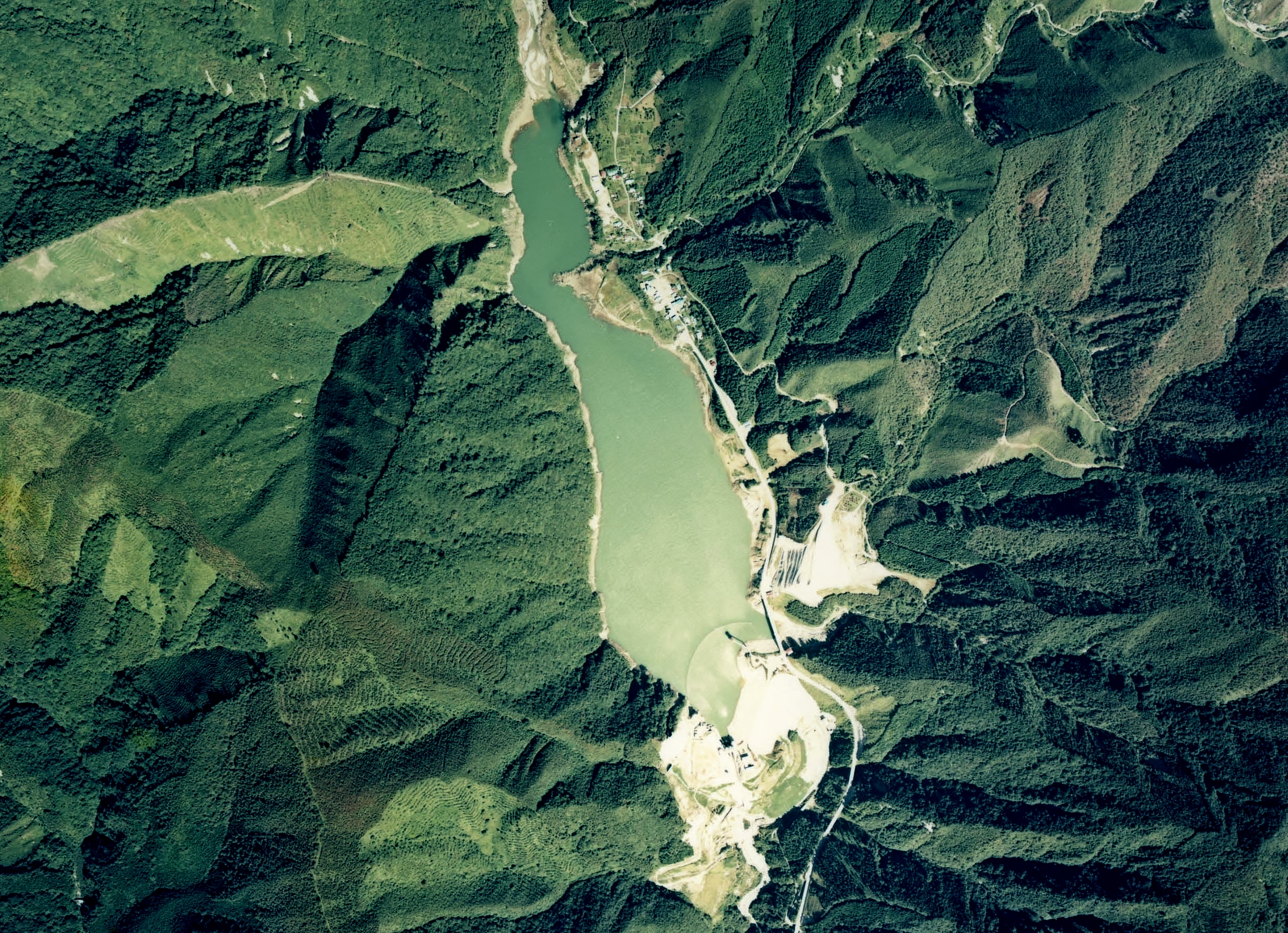
広瀬ダム周辺の空中写真。1976年撮影。
。

広瀬ダム（ひろせダム）は、山梨県山梨市にある富士川水系笛吹川のダム。山梨県が管理を行なっている都道府県営ダムである。

## 概要

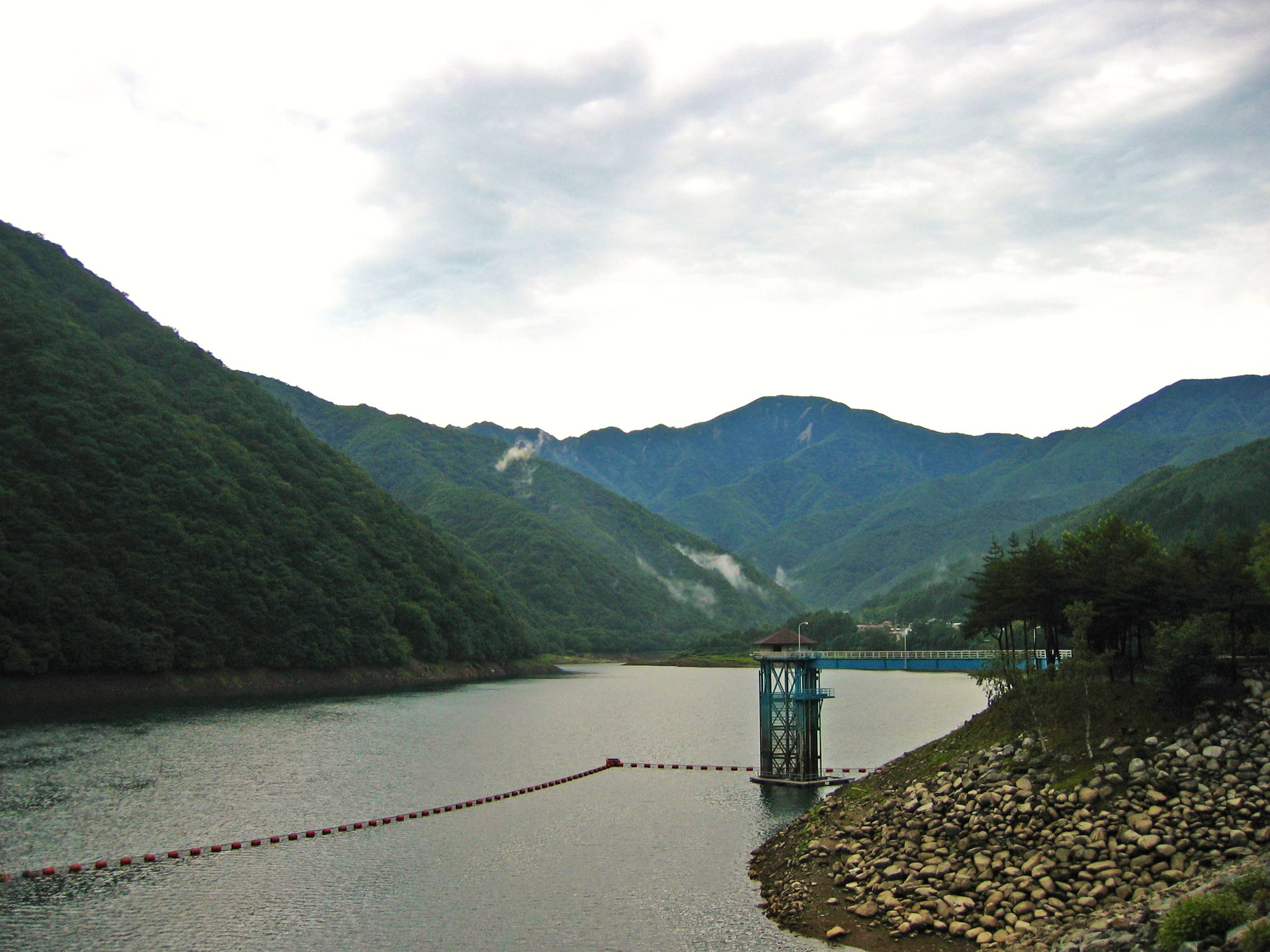
広瀬湖
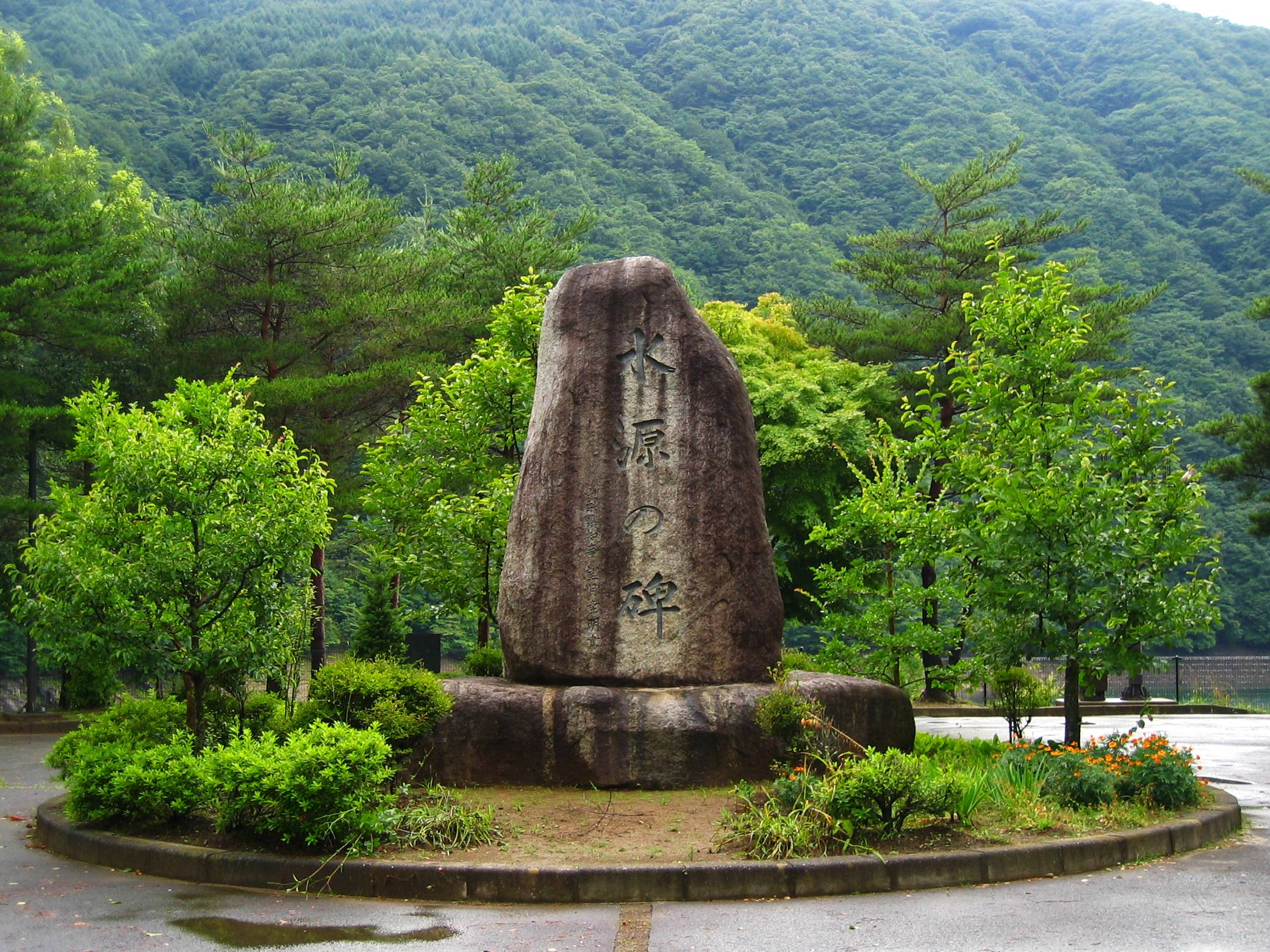
水源の碑

- 場所 - 山梨県山梨市
- 1969年（昭和44年）4月着工
- 1975年（昭和50年）3月竣工
- 総事業費 - 59億2千5百万円
- 形式 - 中央遮水壁型ロックフィルダム
  - 堤高75.0 m
  - 堤長255.0 m
- 用途
  - 洪水調節
  - 畑地灌漑
  - 上水道
  - 発電

- 広瀬湖
- 水源の碑